# Histoire contemporaine de l'Espagne
L’histoire de comtemporaine de l'Espagne est la période de l'histoire de l'Espagne correspondant à l'époque contemporaine.
Conventionnellement, l'historiographie espagnole la fait démarrer avec le lancement de la guerre d'indépendance en 1808.